# Eden, Wyoming
Eden är en ort (census-designated place) i Sweetwater County i södra delen av den amerikanska delstaten Wyoming, med 281 invånare vid 2010 års federala folkräkning.
Eden ligger vid U.S. Route 191 omkring 60 km norr om Rock Springs, strax söder om den punkt där Route 191 korsar Wyoming Highway 28 ("South Pass Highway"). Genom orten rinner Big Sandy River, som här förenas med Little Sandy Creek. Orten gränsar i norr direkt till grannorten Farson.
Orten har en gemensam skola med grannorten Farson, Farson-Eden School, som tillhör Sweetwater Countys 1:a skoldistrikt och erbjuder undervisning upp till årskurs 12.